# Electra pseudopilosa
Electra pseudopilosa is een mosdiertjessoort uit de familie van de Electridae. De wetenschappelijke naam van de soort is voor het eerst geldig gepubliceerd door Liu in 2001.